# 石巢
石巢（Rocknest）是火星盖尔撞击坑中埃俄利斯沼表面的一处沙地，位于皮斯谷与夏普山之间。2012年9月28日，好奇号漫游车在从布雷德伯里着陆场到格莱内尔格的途中遇到了该片沙地，大致的位置坐标为：4°35′S 137°26′E / 4.59°S 137.44°E。
这片沙地是从一堆暗色岩石上向下延伸的，面积约1.5米（4.9英尺）乘5米（16英尺），美国宇航局决定将该片沙地作为好奇号火星车首次使用挖斗的位置。
2012年10月7日，在石巢沙地上发现了一块神秘的明亮物体(图像)，引起了科学界的兴趣。对该物体拍摄了数张特写照片(特写1 （页面存档备份，存于）) (特写2 （页面存档备份，存于）)，科学家们的初步解释表明该物体是“航天器碎片” 。尽管如此，在附近沙地中，进一步的图像还检测到了其他明亮的颗粒(图像 （页面存档备份，存于）) (特写1 （页面存档备份，存于）)，这些新发现的物体目前被认为是火星的原生物质。
2012年10月17日，在石巢沙地对火星土壤进行了第一次X射线衍射分析，火星车上化学与矿物分析仪化验结果显示，存在长石、辉石和橄榄石等数种矿物质，并表明火星土壤样本与夏威夷火山风化的玄武岩土壤相似。
2013年9月26日，美国宇航局科学家报告，火星“好奇号”探测车在盖尔撞击坑埃俄利斯沼的石巢区土壤样本中检测到了“丰富且易取”的水（重量比1.5-3%）。此外，美国宇航局报告说，探测车发现了两种主要的土壤类型：细粒铁镁质型和局部衍生的粗粒长英质型 ，铁镁质类型和其他火星土壤及尘埃类似，与土壤非晶相的水化有关。另外，高氯酸盐的存在可能使检测与生命有关的有机分子变得困难，在“好奇号”火星车着陆点以及早期更靠近极地的“凤凰号”着陆器位置都有发现，表明“这些盐类分布于火星全球范围”。美国宇航局还报告说，在前往格莱内尔格途中，好奇号遇到了一块岩石—杰克·马蒂耶维奇岩石，这是一种橄榄粗安岩（mugearite），与地球上的橄榄粗安岩非常相似。

## 图集

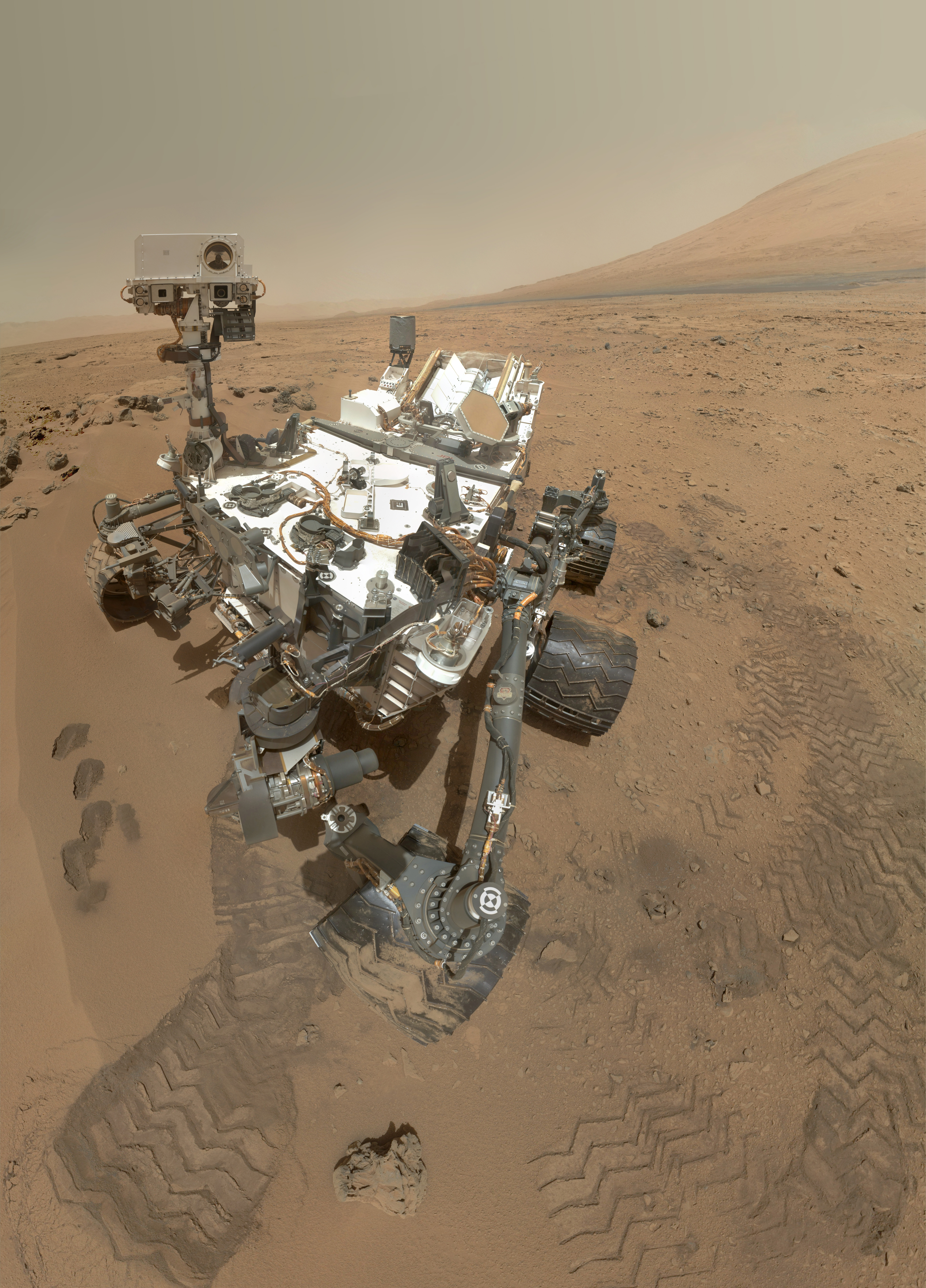
2012年10月31日，“好奇号”漫游车在火星石巢的自拍照。
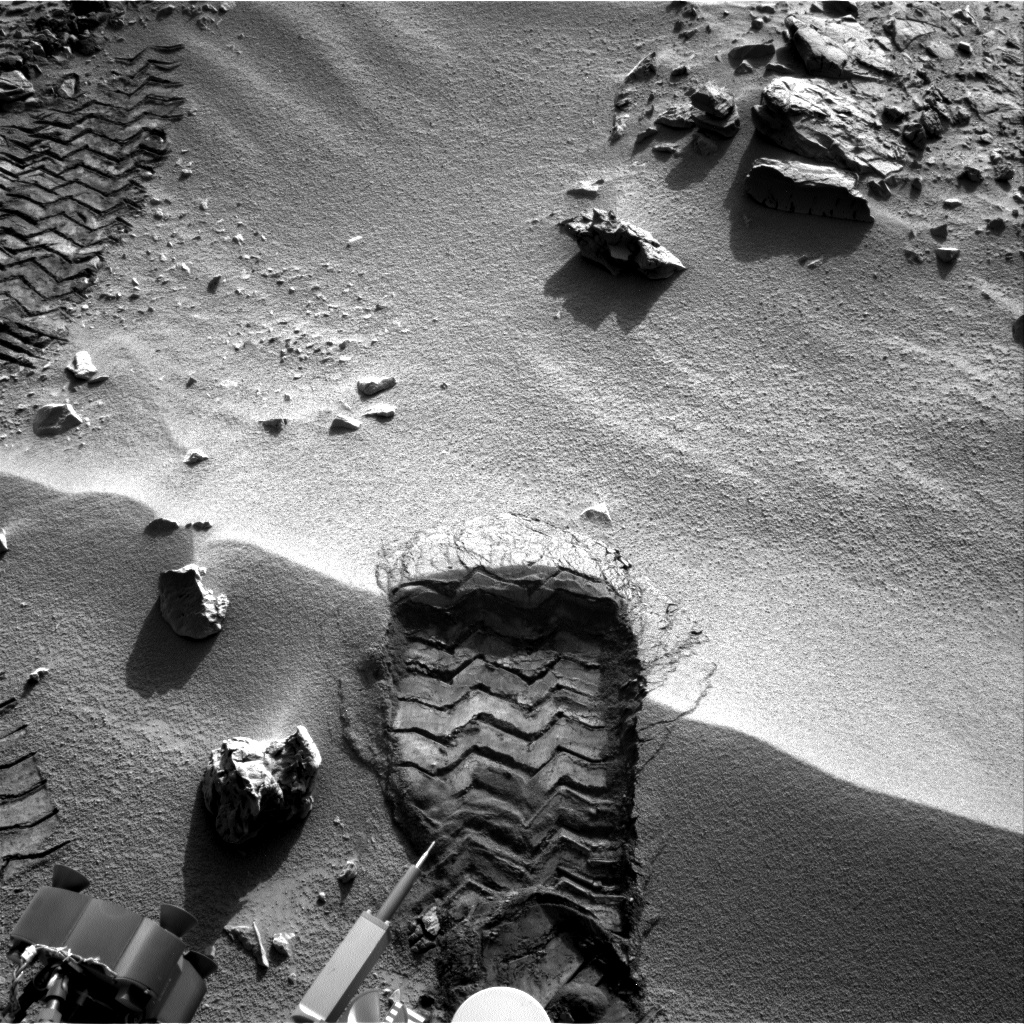
2012年10月3日，“好奇号”漫游车在“石巢”沙地上的车辙印。
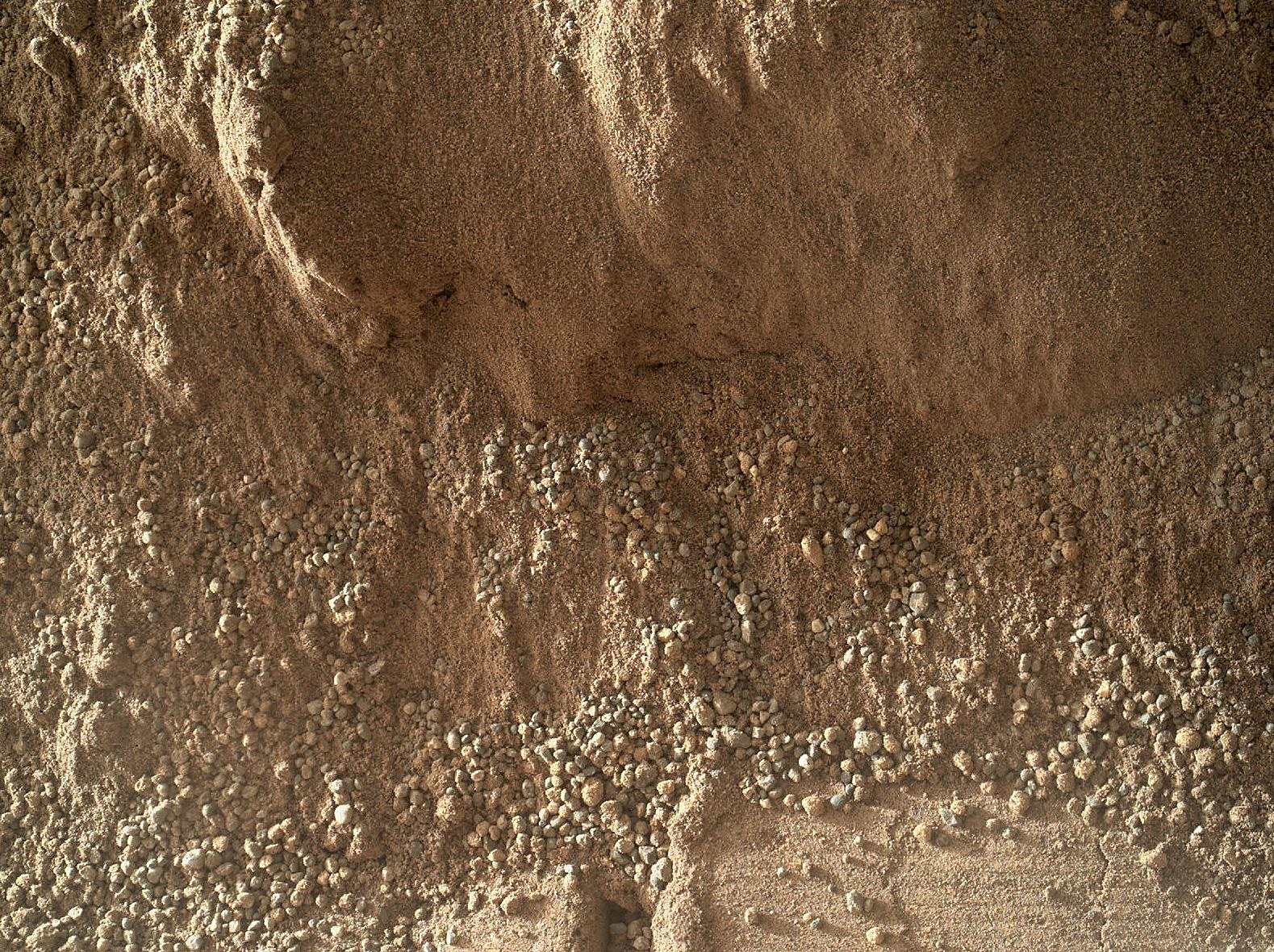
2012年10月4日，“好奇号”在火星沙地上留下的停车痕（火星手部透镜成像仪拍摄）。
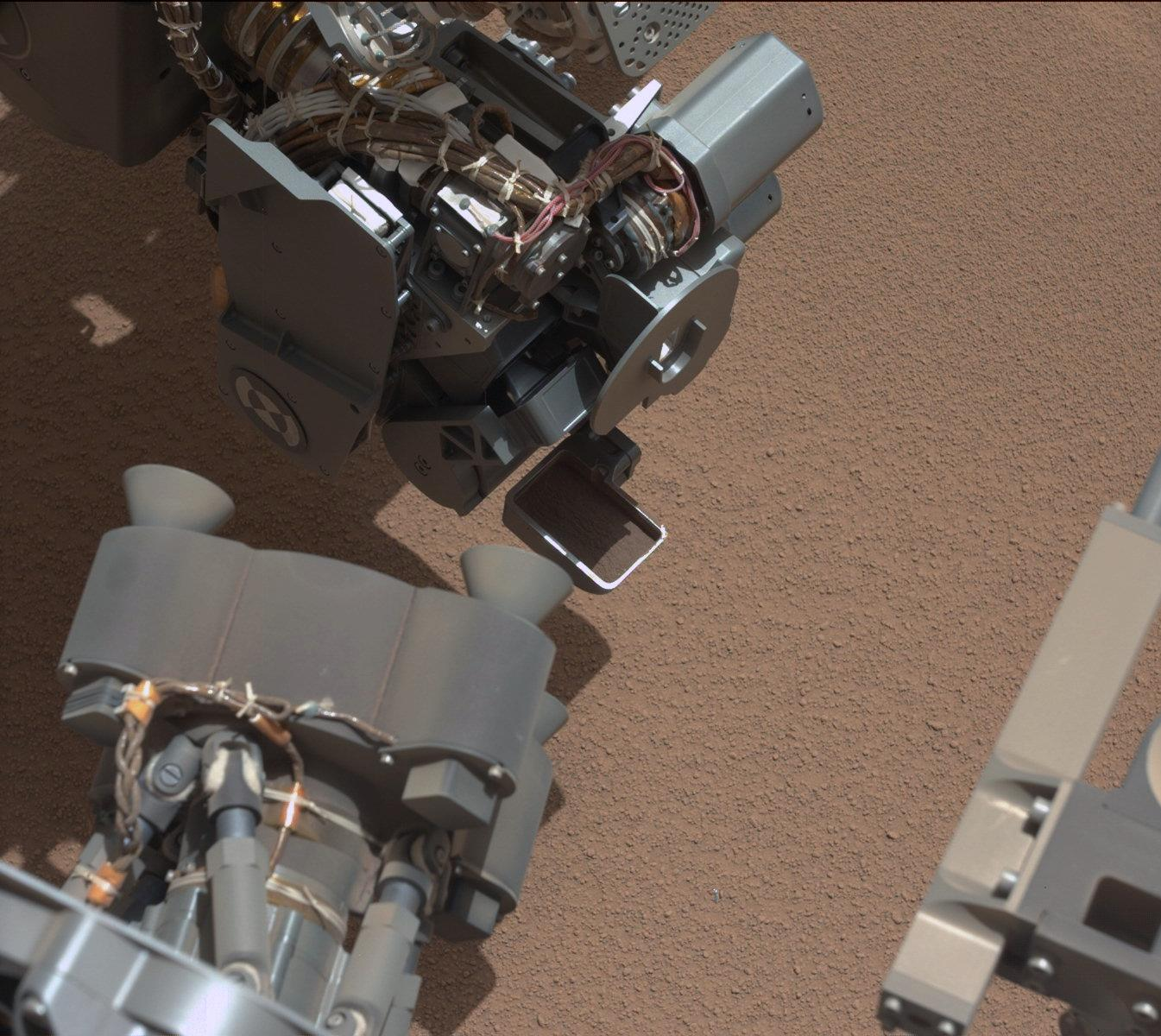
2012年10月7日，“好奇号”漫游车挖斗首次在“石巢”筛分一堆火星沙。
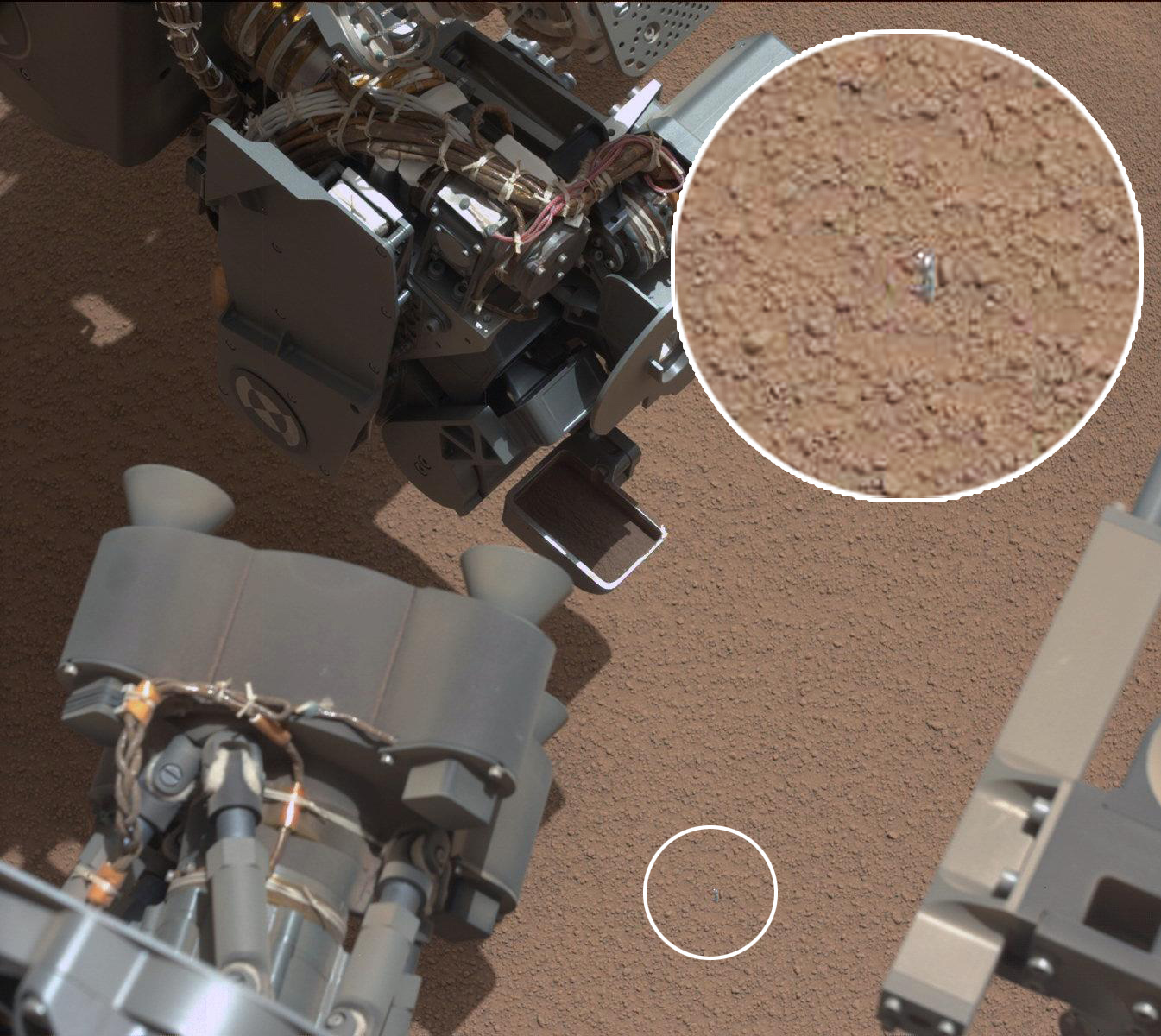
2012年10月7日，“好奇号”在石巢沙地中发现一块“明亮的物体”[4] (特写 （页面存档备份，存于）)。
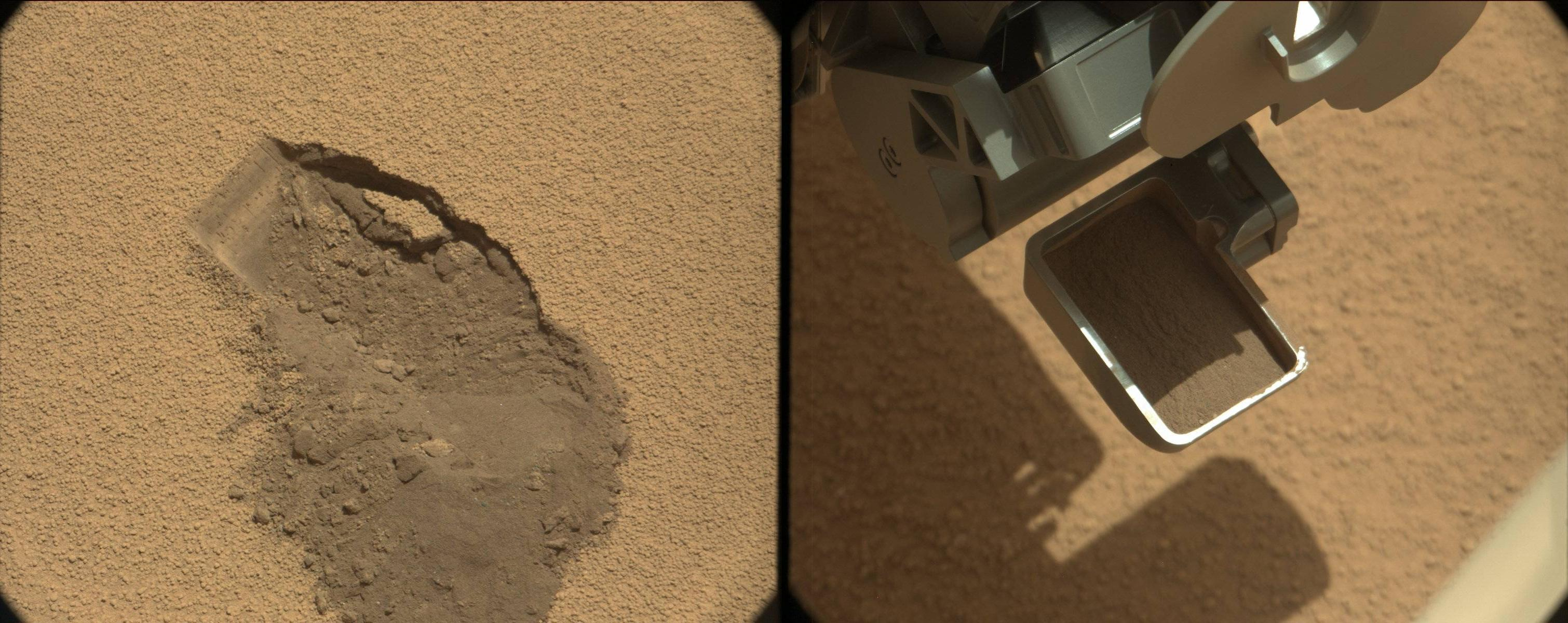
2012年10月7日，“好奇号”探测车在石巢首次使用挖斗筛分一堆火星沙。
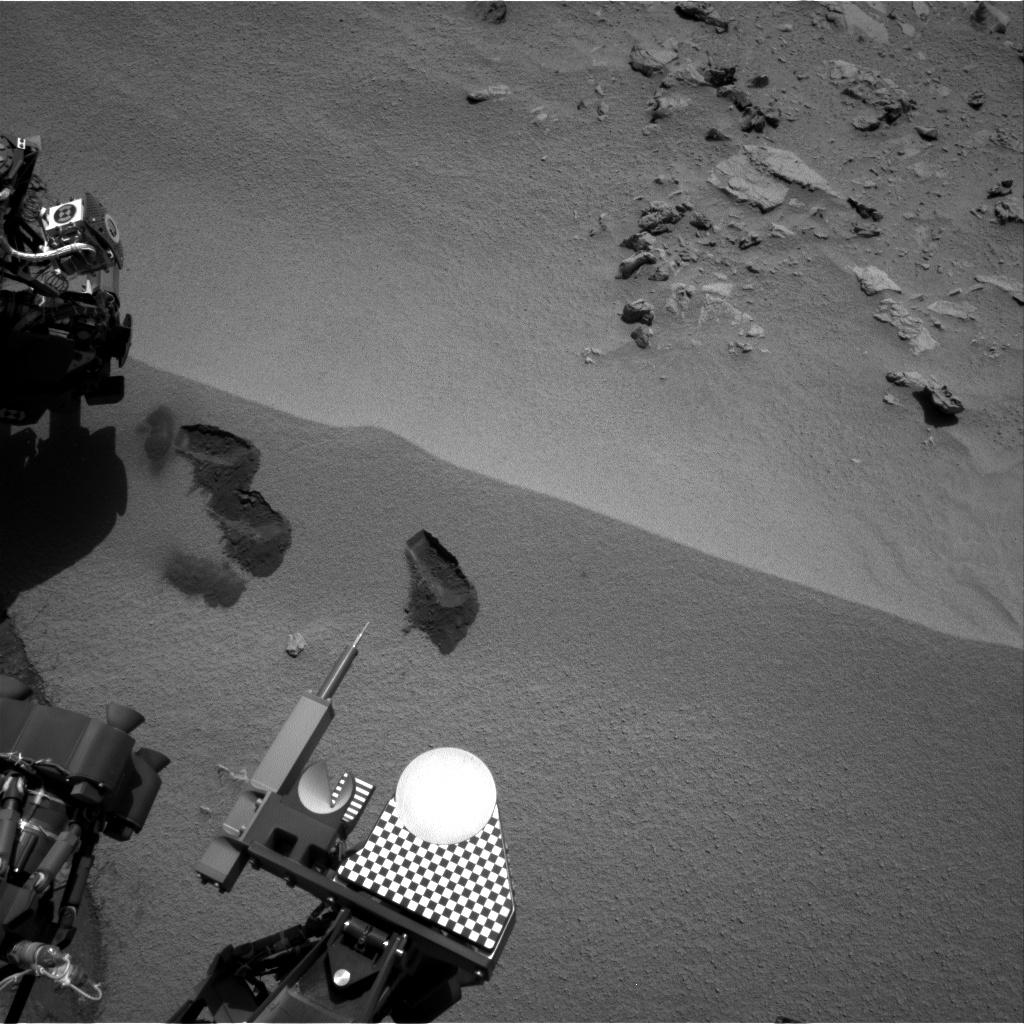
2012年10月15日，“好奇号”的挖斗在岩巢沙地上留下的“挖坑”。
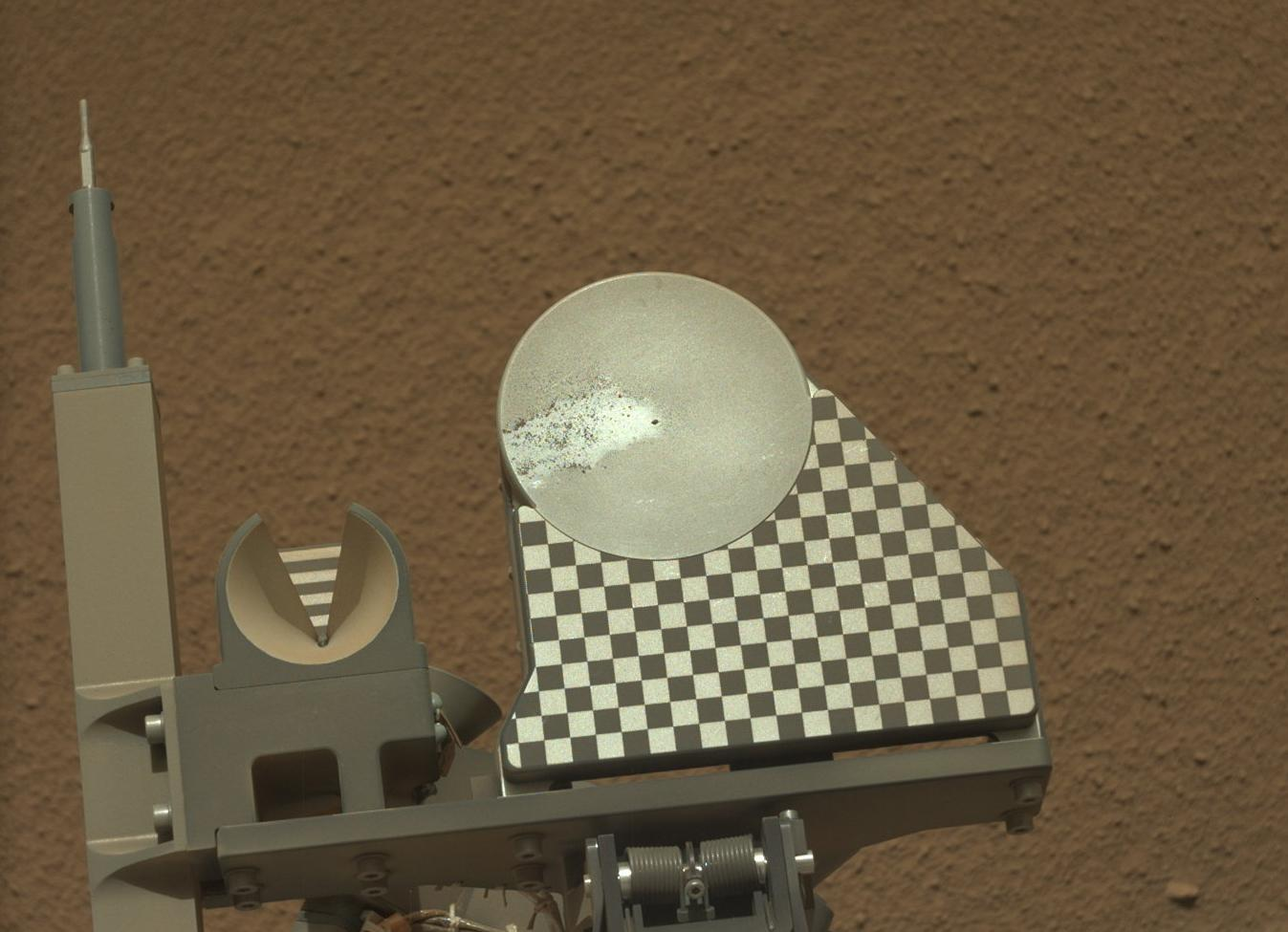
2012年10月16日，“好奇号”漫游车挖斗在石巢现场将土壤样本放入到观察盘上。
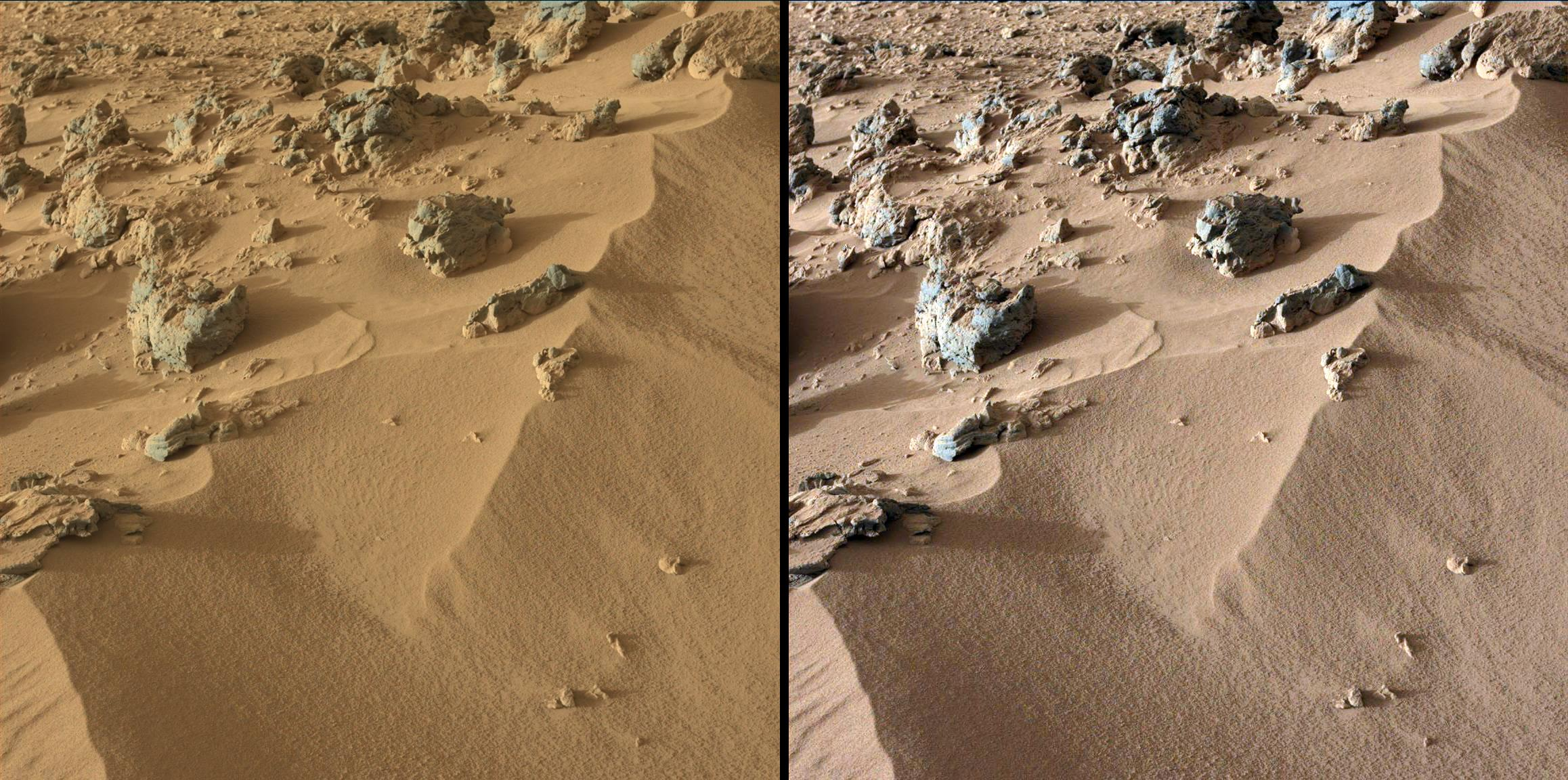
用于首次火星土壤X射线分析的石巢沙（“好奇号”漫游车，2012年10月30日）[7]。
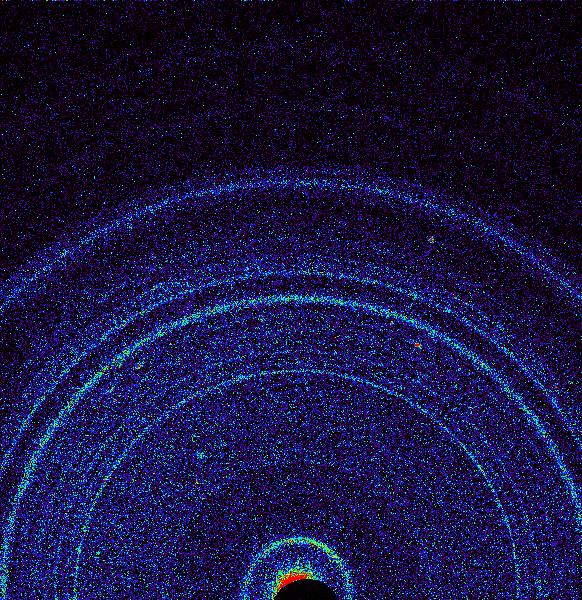
首幅火星土壤的X射线视图（位于石巢的“好奇号”，2012年10月17日）[7]。
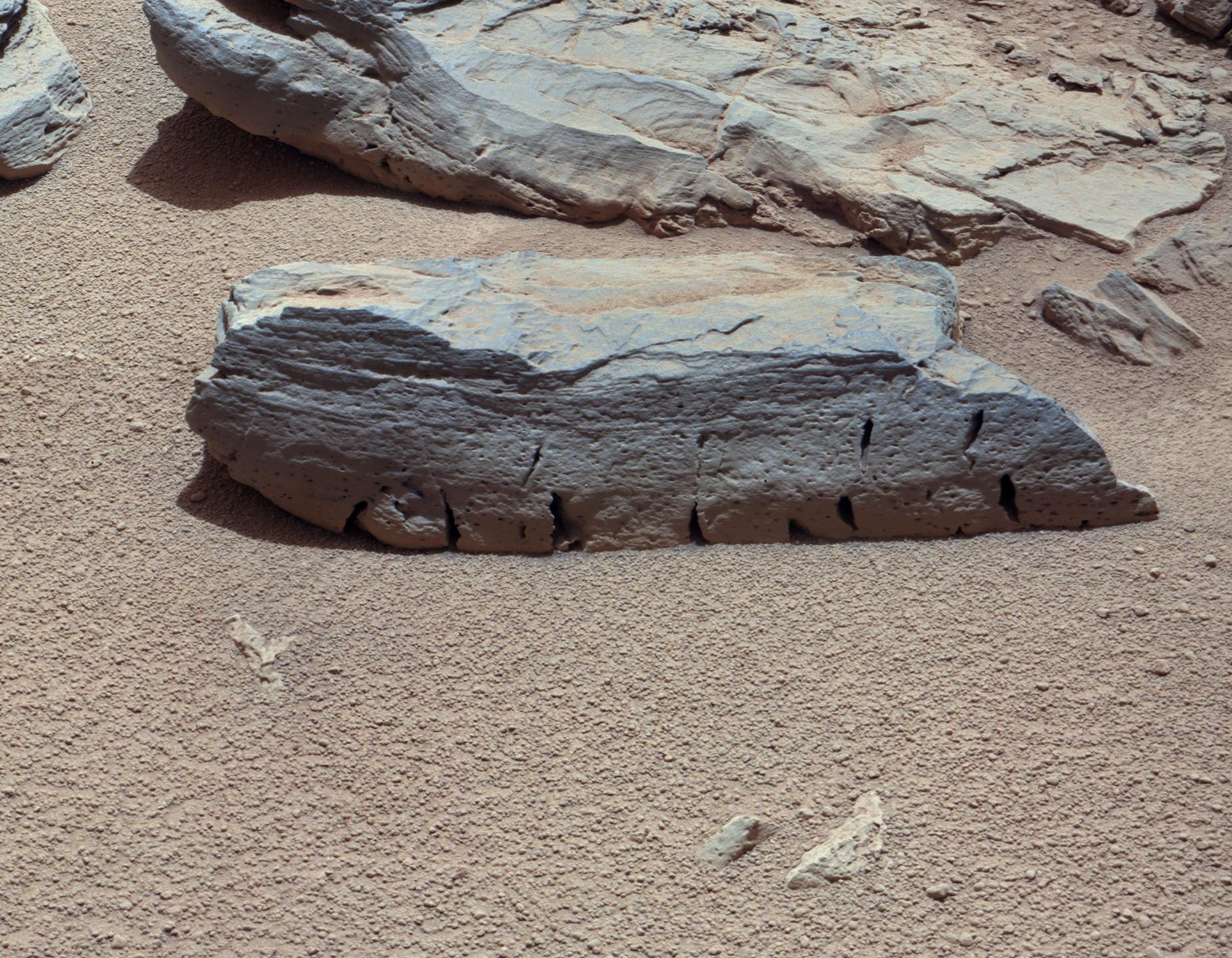
2012年10月5日 ，好奇号探测车上化学相机和阿尔法粒子X射线光谱仪的目标—“石巢3”岩石（白平衡图像)。
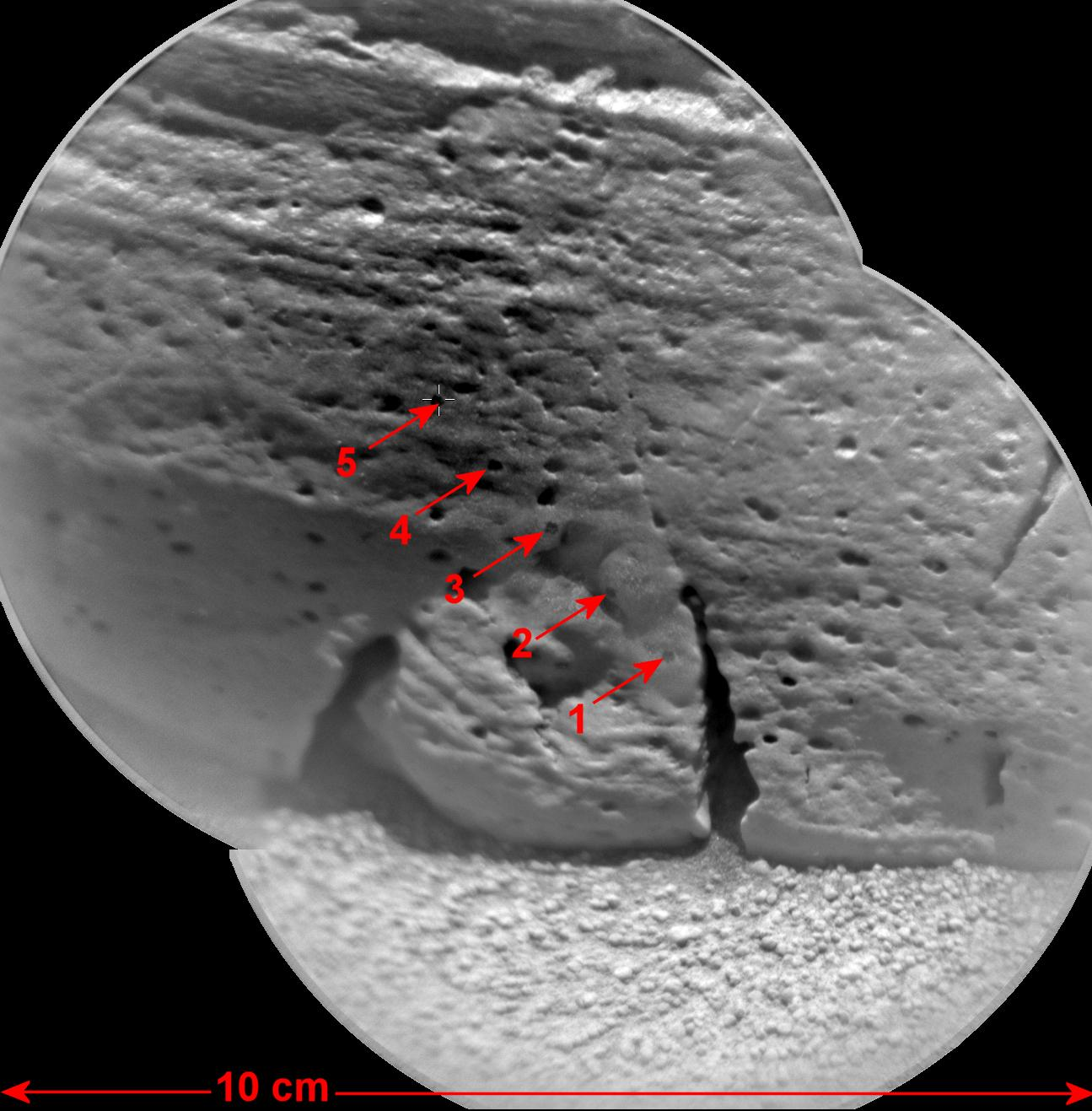
2012年10月3日 ，好奇号探测车上化学相机和阿尔法粒子X射线光谱仪的目标—“石巢3”岩石。

## 另请查看
- 埃俄利斯区
- 基碉
- 火星地质
- 火星岩石列表
- 露头
- 火星水文